# إرنست إيمرسون
إرنست إيمرسون (بالإنجليزية: Ernest Emerson)‏ هو لاعب كاراتيه أمريكي، ولد في 7 مارس 1955 في ويسكونسن في الولايات المتحدة.